# 7316 Hajdu
A 7316 Hajdu (ideiglenes jelöléssel 3145 T-2) a Naprendszer kisbolygóövében található aszteroida. Cornelis Johannes van Houten,  Ingrid van Houten-Groeneveld és Tom Gehrels fedezték fel 1973. szeptember 30-án.